# Wyll Stanway
Wylliam Sam Stanway (Barrow-in-Furness, 21 de mayo de 2001) es un jugador de fútbol y exjugador de críquet inglés que actualmente juega como guardameta para Chester en la National League North. En críquet representó a Cumbria.

## Primeros años de vida y críquet
Wylliam Sam Stanway nació el 21 de mayo de 2001 en Barrow-in-Furness en Cumbria. Es uno de cuatro hermanos, con dos hermanos y una hermana mayor, la futbolista Georgia Stanway.
Aunque todos los hermanos jugaron fútbol juntos mientras crecían, Stanway jugó críquet en clubes y condados nacionales antes de su carrera futbolística. Su padre había llegado previamente al Segundo XI del Cumbria County Cricket Club en 1991, y Georgia y su hermano menor también representaban a los equipos juveniles de Cumbria. En el cricket, Wyll Stanway era un todoterreno, jugaba para el Furness Cricket Club, así como para el cricket de grado en Australia y representaba a Cumbria hasta el último año inclusive. Cuando tenía 17 años, fue capitán del equipo Twenty20 sub-18 del Carrum Cricket Club en Melbourne. Stanway hizo su debut sénior con Cumbria (entonces Cumberland) en 2019 y jugó para ellos en el NCCA Knockout Trophy y el Campeonato Nacional de Condados de 2021. Un destacado bateador de Furness y otros clubes, tuvo éxito como bowler para Cumbria.
Asistió a la Escuela Chetwynde y trabaja a tiempo parcial en la industria de la ingeniería nuclear como trabajador de apoyo, habiendo reducido sus horas cuando se unió a Chester.

## Carrera en fútbol
Stanway y sus hermanos jugaron para Holker Old Boys cuando eran adolescentes. Jugó como central de campo hasta los 19 años, a principios de 2021, cuando se necesitaba un portero suplente y a él, de 1,93 metros (6 pies 4 pulgadas), le pidieron que jugara en la portería. Como portero, fue descrito como un talento en bruto. En junio de 2021 se mudó de Furness Rovers a Holker Old Boys, y unos meses después de la temporada 2021-22 también fichó por Lancaster City con registro doble. Hizo 12 apariciones con Holker Old Boys y 5 con Lancaster antes, en enero de 2022, de trasladarse a Chester.
Fichó por Chester sin contrato hasta el final de la temporada, disputando 11 apariciones en la liga. Su debut con el club en febrero de 2022 significó que había pasado del nivel 7 del fútbol en Furness Rovers al nivel 2 en siete meses, lo que se describió como un «ascenso increíble». No fue utilizado durante un período durante la temporada, y el entrenador eligió a un portero más experimentado, pero volvió a un papel titular hacia el final, incluyendo mantener la portería a cero en cuatro de los últimos cinco partidos. En junio de 2022 firmó un contrato por un año con Chester. En ese momento, describió su buena racha como agridulce, debido a que llegó al final de una temporada. Su progreso como portero le hizo llamar la atención de otros clubes.
En la temporada 2022-23, Stanway estuvo cedido en tres clubes. Se unió al F. C. United of Manchester en calidad de préstamo por 28 días a finales de septiembre de 2022, donde jugó siete partidos y fue nombrado jugador del partido dos veces, incluso en su debut. Después del F. C. United pasó al Bootle, donde pretendía estar hasta final de temporada. Chester lo llamó de Bootle a fines de noviembre de 2022 y lo envió a Macclesfield por el resto de la temporada, después de que el portero titular de Macclesfield sufriera una lesión. Con Macclesfield ganó la División Uno Oeste de la Northern Premier League. Robbie Savage, miembro de la junta directiva del club, reveló más tarde que Macclesfield había querido ofrecerle a Stanway un contrato permanente, pero no podía llegar a un acuerdo con Chester.
Stanway se mantuvo bajo contrato en Chester para la temporada 2023-24, y se le entregó la camiseta número 1. A finales de enero de 2024, había mantenido su portería a cero en 18 ocasiones durante la temporada.
En marzo de 2024, fue convocado para la selección de fútbol C de Inglaterra como uno de los dos jugadores de paso 2 del equipo, como suplente en un partido contra Gales C.